# گوری پور (هند)
گوری پور (به انگلیسی: Gauripur) یک منطقهٔ مسکونی در هند است که در Dhubri district واقع شده‌است. گوری پور ۲۵٬۱۲۴ نفر جمعیت دارد و ۲۶ متر بالاتر از سطح دریا واقع شده‌است.